# Giao mùa
Giao mùa (tên cũ: Hoa sữa cuối thu) là một bộ phim truyền hình được thực hiện bởi Đài Truyền hình Việt Nam cùng Galaxy Studio, do Trần Hoài Sơn làm đạo diễn. Phim sản xuất năm 2012, phát sóng vào lúc 20h45 thứ 2, 3, 4 hàng tuần, bắt đầu từ ngày 19 tháng 6 năm 2017 và kết thúc vào ngày 10 tháng 10 năm 2017 trên kênh VTV1.

## Nội dung
Lấy bối cảnh chính ở Hà Nội, Giao mùa là câu chuyện giao thời của 3 thế hệ: thế hệ đã hy sinh tuổi trẻ để giải phóng thủ đô, lớp trung niên đã trải qua những ngày khó khăn nhất và các bạn trẻ đầy khát khao khẳng định mình. Toàn (Công Dũng), Trung (Tiến Lộc), Hòa (Thanh Huyền) và Mai (Phan Minh Huyền) là nhóm đồng niên thời phổ thông, chủ yếu là cư dân phố cổ. Ngoài Mai xuất thân từ tỉnh lẻ, còn Toàn là cậu ấm của gia đình tiểu tư sản giàu có, đi du học về được bố mẹ chu cấp tiền kinh doanh; Trung là con trai út trong gia đình gia giáo, nề nếp; Hòa cùng em trai sống với mẹ và bác gái làm nghề bánh cưới hỏi gia truyền, được mẹ chiều chuộng hết mực. Bên cạnh những hoài bão, ước mơ, giữa họ cũng có những cá tính khác biệt, thậm chí đối lập mạnh mẽ với nhau...

## Diễn viên
- Phan Minh Huyền trong vai Trúc Mai[8]
- Công Dũng trong vai Toàn[4]
- Tiến Lộc trong vai Trung[4]
- Thanh Huyền trong vai Hòa[9]
- Thùy Dương trong vai Loan[10]
- Chí Nhân trong vai Hưng
- Lan Hương trong vai Nga[11]
- Lê Mai trong vai Bà Hằng[7]
- Thanh Quý trong Bà Sương
- Tuyết Mai trong vai Bà Hiền
- Thanh Chi trong vai Ông Đạt[7]
- Minh Phương trong vai Bà Hạnh
- Phú Thăng trong vai Ông Túc[7]
- Diệp Bích trong vai Bà Ngân
- Thế Bình trong vai Bố Loan
- Tiến Đạt trong vai Ông Thành[7]
- Cường Việt trong vai Ông Hoàng

Cùng một số diễn viên khác...

## Nhạc phim
- Có những đêm mùa thu

Sáng tác và thể hiện: Nguyễn Đức Cường
- Chút tình mùa lá bay

Sáng tác và thể hiện: Nguyễn Đức Cường

## Đón nhận
Gia Quan của báo Nông nghiệp Việt Nam nhận xét về bộ phim như sau:
| “          | Nếu chủ quan, rất dễ đánh giá bộ phim Giao mùa tẻ nhạt hơn bộ phim Sống chung với mẹ chồng và bộ phim Người phán xử. So sánh như vậy hơi khiên cưỡng, vì cả Sống chung với mẹ chồng và Người phán xử đều dựa theo cốt truyện của nước ngoài, vốn đã có sẵn tình tiết và xung đột, chỉ cần dàn dựng khéo léo là cuốn hút người xem ngay. Còn bộ phim Giao mùa lại thuần Việt, tác giả Việt tìm kiếm sự giằng co giữa những người Hà Nội hoài niệm và những người Hà Nội hội nhập. Lớp trẻ nghĩ khác, lớp già lại nghĩ khác, có chút thở dài, có chút ngao ngán, có chút cào xé ngay trong mỗi gia đình. Phim truyền hình nước ta có cái đặc thù về kinh phí sản xuất. Bộ phim ít tập thì ê-kip méo mặt, nên cứ phải tìm cách dông dài thêm. Bộ phim Giao thời đến 45 tập, cho [nên tình] tiết hơi loãng. Thế nhưng, đạo diễn Trần Hoài Sơn vốn đã có kinh nghiệm làm những bộ phim ăn khách như Cổ cồn trắng hoặc Vệt nắng cuối trời, nên nếu chịu khó xem, thì Giao mùa cũng có nhiều điều thú vị. Đặc biệt, những nhân vật lớn tuổi trong phim đã trình bày lối sống và cốt cách của những người Hà Nội gốc rất đáng suy ngẫm. Thể loại vai như vậy thì quá hợp với NSND Lan Hương, vì chị sinh ra và gắn bó cả đời với mảnh đất thủ đô ngàn năm văn hiến. | ” |
| — Gia Quan | |   |